# Aéroport de Sioux Lookout
L'aéroport de Sioux Lookout (code IATA : YXL • code OACI : CYXL) est un aéroport régional situé à Sioux Lookout en Ontario (Canada). Il est ouvert en 1933.

## Compagnies et destinations
| Compagnies          | Destinations |
| ------------------- | --- |
| Bearskin Airlines   | Bearskin Lake, Deer Lake (ON), North Spirit Lake, Pikangikum, Red Lake, Sachigo Lake, Sandy Lake, Thunder Bay, Round Lake, Winnipeg (J. A. Richardson)                     |
| North Star Air      | Bearskin Lake, Kitchenuhmaykoosib Inninuwug, Cat Lake, North Spirit Lake, Poplar Hill, Thunder Bay, Round Lake, Angling Lake                                               |
| Perimeter Aviation  | Bearskin Lake, Cat Lake, Deer Lake (ON), North Spirit Lake, Pikangikum, Sachigo Lake, Sandy Lake, Round Lake, Winnipeg (J. A. Richardson)                                  |
| Slate Falls Airways | Cat Lake, Slate Falls (en) |
| Wasaya Airways      | Kitchenuhmaykoosib Inninuwug, Severn, Kasabonika, Kingfisher Lake (en), Deer Lake (ON), Pickle Lake, Pikangikum, Red Lake, Thunder Bay, Round Lake, Webequie, Angling Lake |

Édité le 12/04/2025

## Annexe